# Råshult

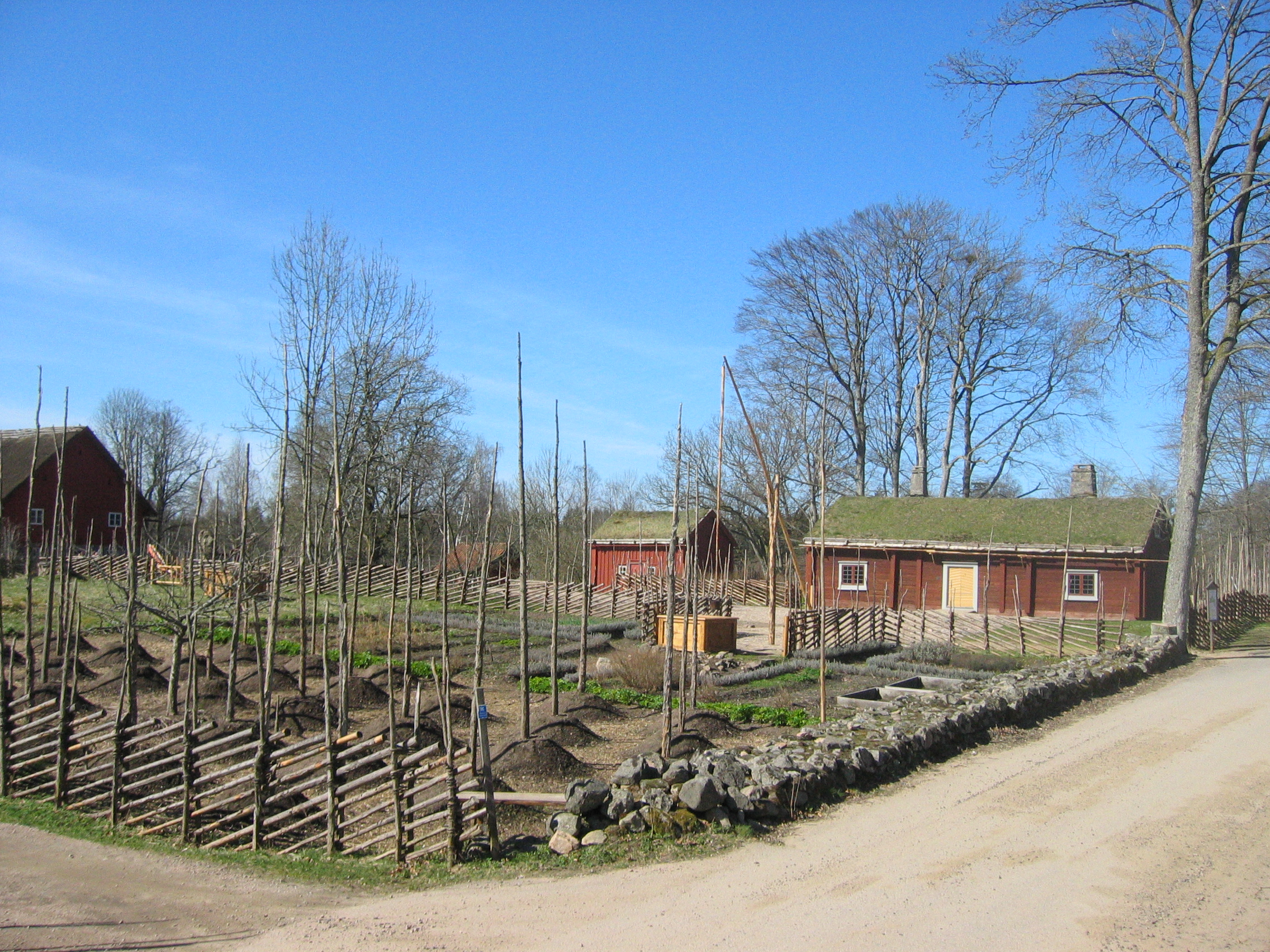
Lloc de naixement de Carl von Linné

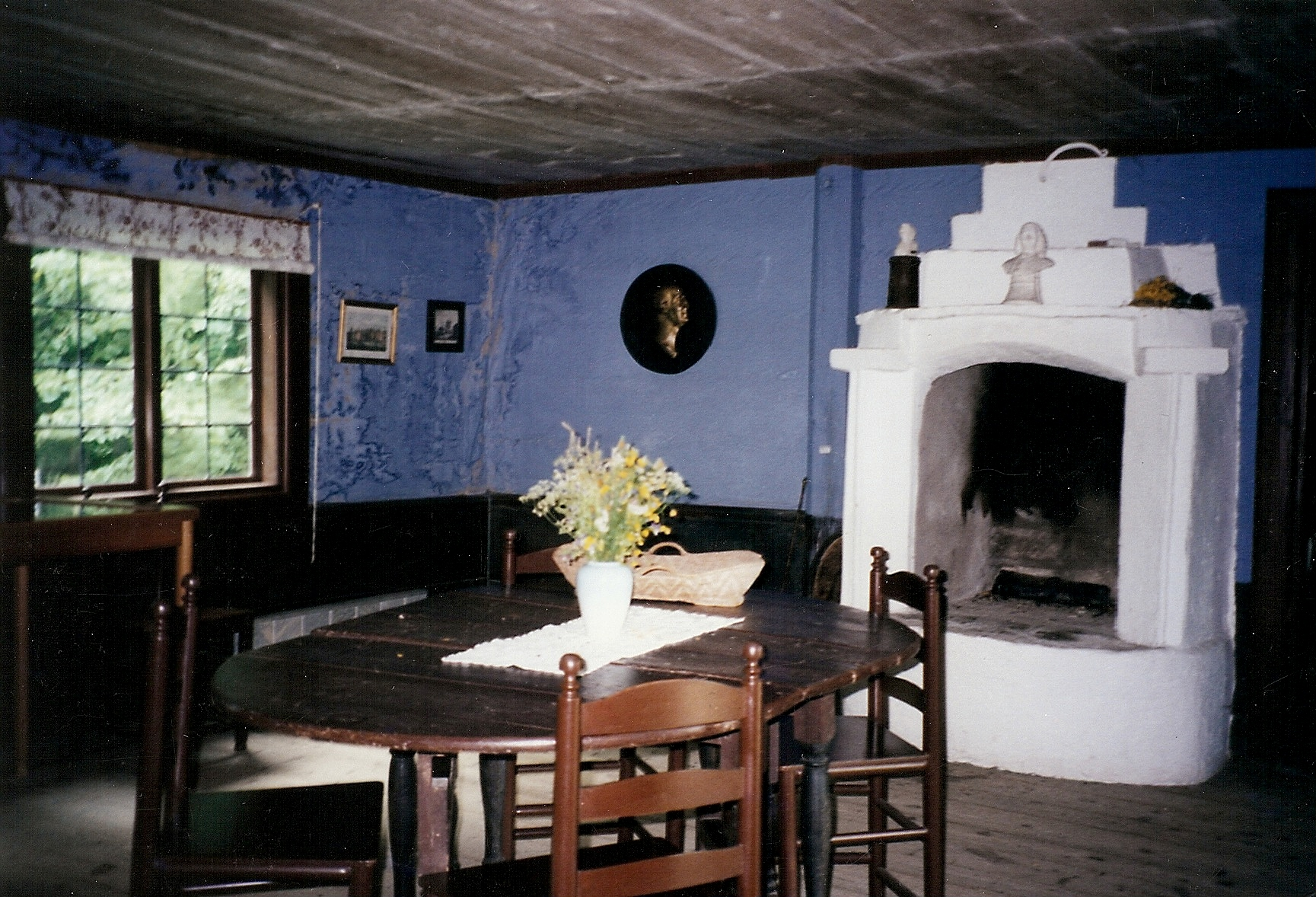
Interior del museu Råshult

Råshult o Råshults Södregård, també conegut com a Linnés Råshult, és un llogaret de la parròquia de Stenbrohult, situat en l'actual municipi d'Älmhult (comtat De Kronoberg), a la província de Småland, a Suècia. La seva superfície és de 42 hectàrees.
El naturalista Carl Linnaeus, futur Carl von Linné, hi va néixer el 23 de maig de 1707 i hi va viure fins a l'edat de 18 mesos.
A Råshult hi ha un museu amb el mateix nom administrat per la Societat linneana sueca, al que les autoritats sueques van donar l'estatut de reserva cultural el 16 de desembre de 2002. S'hi pot visitar una torre reconstruïda al final del segle xviii (un incendi havia destruït els edificis original cap al 1730), així com un conjunt de jardins dedicats a l'obra del cèlebre naturalista i reconstituint l'ambient i les pràctiques agràries de l'època.
L'indret està situat prop del llac de Möckeln i a mig camí entre la ciutat de Älmhult i el llogarret de Diö, a menys de 10 km de cadascuna d'elles.